# マイク・ブルームフィールド
マイク・ブルームフィールド（Mike Bloomfield、本名 Michael Bernard Bloomfield、1943年7月28日 - 1981年2月15日）は、アメリカ合衆国のギタリスト、歌手。1960年代のブルースロックを代表するギタリストの一人とされる。
「ローリング・ストーンの選ぶ歴史上最も偉大な100人のギタリスト」において、2003年は第22位、2011年の改訂版では第43位。

## 来歴
イリノイ州シカゴのノース・サイドのユダヤ系の家庭に生まれた。少年期をサウス・サイドでシカゴ・ブルース・シーンで過ごす。
1960年代初頭、CBSのディレクタージョン・ハモンドのオーディションを受けた後、ポール・バターフィールドの誘いでバターフィールド・ブルース・バンドに加入してリード・ギターを担当。
1965年6月15日から始まったボブ・ディランの『追憶のハイウェイ 61（Highway 61 Revisited）』のレコーディングに参加。同年7月25日、バターフィールド・ブルース・バンドのメンバーとしてニューポート・フォーク・フェスティヴァルに参加した際、ディランのバックの演奏をアル・クーパーと共に務めた。ブルームフィールドはフォーク・ロックの確立に大きく貢献することとなる。
同年10月、バターフィールド・ブルース・バンドのファースト・アルバム『The Paul Butterfield Blues Band』がエレクトラ・レコードから発売される。そのエレクトリック・スタイルのブルースは、シカゴのブルース・シーン自体にも影響を与え、多くのブルースマンがエレクトリック・ギターを手にするようになった。
1966年8月、バターフィールド・ブルース・バンドは『イースト・ウエスト（East-West）』を発表する。LSDによる覚醒を元にジョン・コルトレーンの様にジャズやインド音楽などの影響を取り入れた新境地を開拓した。
1967年、バターフィールド・ブルース・バンドを脱退し、シカゴ時代の盟友、バリー・ゴールドバーグ、ニック・グラヴェナイティス、そしてサンフランシスコで活躍していた若手のバディ・マイルスらとともにエレクトリック・フラッグ（The Electric Flag）を結成する。アメリカン・ミュージック・バンドとも称し、幅広い音楽性を志向した。ファースト・アルバム『A Long Time Comin』を録音した後、グループを脱退する。
1968年、モビー・グレープのアルバム『Grape Jam』にセッション参加。同年、CBSのディレクターでもあったアル・クーパーからジャムセッション・アルバム制作の話を持ちかけられて、クーパーと共にアルバム『スーパー・セッション（Super Session）』を録音するが、ブルームフィールドは2日目のセッションに参加せず、スティーヴン・スティルスが代役を務めた。また、クーパーらと、1968年9月にサンフランシスコのフィルモア・ウェストで行ったライヴを収録した『フィルモアの奇蹟 (The Live Adventure of Mike Bloomfield and Al Kooper)』を発表する。これらのアルバムによってセッション・ブームを巻き起こした。
1969年にソロ・アルバム『イッツ・ノット・キリング・ミー』を制作、同時期にフィルモア・ウエストで録音をした『Live at Bill Graham's Fillmore West』を同年にリリースする。
1970年代以降、ヘロイン中毒のため目立った活躍が少なくなるが、1973年にジョン・ハモンド・ジュニアやドクター・ジョンとの『三頭政治 (Triumvirate)』や、カーマイン・アピスらとのグループKGBでアルバムをリリースした。また、インディペンデントのレーベルに録音を残すなどしている。
1981年2月15日、死去。享年37歳。サンフランシスコの駐車場の車の中で意識不明の状態で発見された。ヘロインの過剰摂取によると考えられている。

## ディスコグラフィ
- バターフィールド・ブルース・バンド／The Paul Butterfield Blues Band
- バターフィールド・ブルース・バンド／イースト・ウエスト（East-West）

- エレクトリック・フラッグ／A Long Time Comin'

- ブルームフィールド・クーパー・スティルス／スーパー・セッション（Super Session）
- マイク・ブルームフィールド・アル・クーパー／フィルモアの奇蹟(The Live Adventure of Mike Bloomfield and Al Kooper)
- マイケル・ブルームフィールド／It's Not Killin' Me
- マイケル・ブルームフィールド／Live at Bill Graham's Fillmore West
- マイク・ブルームフィールド・ジョン・ハモンド・ジュニア・ドクター・ジョン／三頭政治(Triumvirate)(1973)
- KGB／KGB(1976)
- マイケル・ブルームフィールド／If You Love These Blues,Play'em as You Please(1976)
- マイケル・ブルームフィールド／Count Talent & the Originals(1978)
- マイケル・ブルームフィールド／Living in the Fast Lane(1981)
- マイケル・ブルームフィールド／Junko Partner(1982)
- マイク・ブルームフィールド・アル・クーパー／フィルモア・イーストの奇蹟(Fillmore East: The Lost Concert Tapes 12-13-68)(2003)